# Büchele (Oberstdorf)
Büchele (mundartlich: Biǝchǝlǝ) ist ein Gemeindeteil der Marktgemeinde Oberstdorf im bayerisch-schwäbischen Landkreis Oberallgäu.

## Geographie
Die Einöde liegt circa vier Kilometer westlich des Hauptorts Oberstdorf. Südlich von Büchele fließt die Starzlach.

## Ortsname
Der Ortsname stammt vom neuhochdeutschen Wort Büchele für kleiner Hügel und bedeutet (Siedlung am/beim) kleinen Hügel.

## Geschichte
Büchele wurde erstmals urkundlich im Jahr 1644 als Flurname Äcker am Buh(e)l erwähnt. Die Siedlung entstand wahrscheinlich durch die Vereinödung Tiefenbachs im Jahr 1775. Erstmals urkundlich genannt wurde die Siedlung erst 1950 im Ortsverzeichnis.